# Познанский, Александр Давидович
Александр Давидович Познанский (род. 6 ноября 1929, Нижний Новгород) — советский и российский театральный актёр, мастер художественного слова, народный артист РСФСР (1990).

## Биография
Родился 6 ноября 1929 года в Нижнем Новгороде. Когда ему было 7 лет его отец Давид Ефимович Познанский (1897—1938), уроженец Августова Сувалкской губернии, заведующий производством швейной фабрики Областной Детской комиссии, был арестован и расстрелян 1 марта 1938 года. Семье было сообщено, что отец умер от цирроза печени и был реабилитирован посмертно.
В 1947 году поступил в Московское театральное училище при Государственном Еврейском театре (ГОСЕТ); после его закрытия в 1949 году перешёл в Театральное училище им. Щукина, который окончил в 1953 году. В 1950 году участвовал в первом послевоенном Всесоюзном конкурсе чтецов, посвящённом 20-летию со дня смерти В. В. Маяковского.
Вернувшись в Горький, играл в Горьковском театре юного зрителя и одновременно выступал на эстраде.
В 1956 году перешёл в Нижегородскую филармонию. С 1957 года начал выступать на сольных концертах. С 1958 года стал гастролировать по СССР.
В 1957 году создал свою первую программу, посвящённую В. Маяковскому. В 1958 году — вечер стихов С. Есенина. В 1959 году — вечер рассказов А. Чехова и А. Куприна. В 1961 году — «Голоса молодых» (Е. Евтушенко, А. Вознесенский, Р. Рождественский). В 1962 году — вечер поэзии А. Пушкина и М. Лермонтова. В 1965 году создал программу по рассказам Ю. Казакова. В 1970 году начал читать «Кроткую» Ф. Достоевского.
В 1972 году создал композицию по стихам Пушкина и повестям «Станционный смотритель» и «Выстрел» («Болдинская осень»); затем — вечер рассказов В. Шукшина (1973), вечер А. Твардовского (1974), главы из «Голубой книги» М. Зощенко (1975). В 1978 году создал программа «Три рассказа» по рассказам А. Чехова «Человек в футляре», «Крыжовник», «О любви».
Позже создал программы «Б. Пастернак. Стихи. Воспоминания» (1981) и «Библейские мотивы» (произведения на библейские сюжеты: Б. Пастернака, Л. Андреева, А. Куприна, А. Чехова и Ч. Айтматова, 1989). Всего за творческую карьеру создал более 35 сольных программ.
Выступал на нижегородском радио и телевидении, занимался режиссёрской работой. Член Правления Нижегородского отделения Союза театральных деятелей России.

## Награды и премии
- Заслуженный артист РСФСР (14.03.1977).
- Народный артист РСФСР (24.04.1990).
- Почётный гражданин Нижегородской области (2009).